# La Part des ténèbres (film)
Pour l’article homonyme, voir La Part des ténèbres.
Pour plus de détails, voir Fiche technique et Distribution.
La Part des ténèbres (The Dark Half) est un film américain réalisé par George A. Romero, sorti en 1993. L'histoire est une adaptation du roman éponyme de Stephen King.

## Synopsis

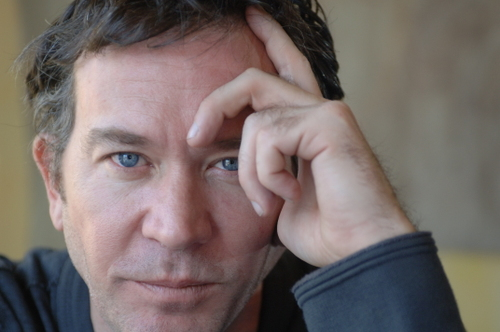
Timothy Hutton en 2006.

Thad Beaumont est un écrivain qui n'a connu de réel succès que sous le pseudonyme de George Stark, auteur de romans glauques et sanglants. Soucieux de rompre avec ce personnage à la fois si proche et si différent de lui et sous la menace d'un chantage, il invente la mort puis organise un faux enterrement de George Stark après avoir révélé la supercherie à la presse. Cependant, Stark devient mystérieusement une entité physique et commence à terroriser la famille et les amis de Beaumont après avoir émergé de la tombe. Il commence par tuer le photographe local Homer Gamache et vole son camion. Il assassine également le rédacteur en chef de Thad, l'agent et l'ex-femme de son agent, ainsi que Fred Clawson, l'homme qui essayait de faire chanter Thad. La police trouve un message sur le mur, écrit avec le sang de Clawson, « Les moineaux volent à nouveau ».
Lorsque la police soupçonne Thad d'avoir assassiné Gamache, en raison des empreintes relevées sur son camion, il tente de convaincre le shérif Alan Pangborn de Castle Rock, dans le Maine, qu'il n'a rien à voir avec cela. Pendant qu'il est dans son bureau, Thad reçoit des messages de Stark et commence à s'inquiéter. Lui et sa famille reçoivent des appels téléphoniques menaçants de Stark. Pangborn soupçonne d'abord que les appels téléphoniques sont une farce de Thad lui-même jusqu'à ce que Stark commence à décrire comment il va tuer la famille de Thad. Thad pense qu'il a peut-être un lien psychique avec le tueur et apprend par un médecin que Stark est, en fait, son frère jumeau parasite qui est mort à l'accouchement de sa mère (une scène du début du film montre un fœtus en développement dans le cerveau de Beaumont). Stark tue ensuite le docteur.
Reggie, un collègue de Thad, se rend compte que Stark est une entité créée par les livres que Thad a écrits. Stark, dont l'état physique se dégrade progressivement, kidnappe Liz, la femme de Thad, et ses enfants, et conclut un marché avec Thad : celui-ci doit écrire un livre qui dépeint Stark vivant dans le monde réel, ou il tuera sa famille. En écrivant le livre, Thad remarque que Stark se guérit lui-même avec ses écrits. Thad et Stark se battent, et Thad poignarde Stark dans le cou avec un crayon. Stark décide alors de tuer les enfants de Thad. Le shérif Pangborn arrive et détache Liz. Une énorme nuée de moineaux vient inexplicablement attaquer Stark et le met en pièces. Les moineaux sont des psychopompes qui viennent recueillir les âmes n'ayant pas été autorisées à vivre et ils emportent Stark avec eux sous les yeux de Thad, Liz et Pangborn.

## Fiche technique
- Titre français : La Part des ténèbres
- Titre original : The Dark Half
- Réalisation : George A. Romero
- Scénario : George A. Romero, d'après la nouvelle éponyme de Stephen King
- Photographie : Tony Pierce-Roberts
- Montage : Pasquale Buba
- Musique : Christopher Young
- Producteur : Declan Baldwin
- Sociétés de production : Orion Pictures et George A. Romero Productions
- Société de distribution : Orion Pictures
- Budget : 15 000 000 US $[1]
- Pays d'origine :  États-Unis
- Langue : anglais
- Format : Couleur — 35 mm — 1,85:1 — Dolby Stereo —
- Genre : Film d'horreur, Thriller
- Durée : 116 minutes
- Dates de sortie : 23 avril 1993 (États-Unis) ; 18 août 1993 (France)
- Ressortie DVD et Blu-ray : 4 mai 2022
- Film interdit aux moins de 16 ans lors de sa sortie en France

## Distribution
- Timothy Hutton (VF : Jean-Philippe Puymartin / Patrick Guillemin) : Thad Beaumont / George Stark
- Amy Madigan (VF : Marie Vincent) : Liz Beaumont
- Michael Rooker (VF : Patrick Floersheim) : le shérif Alan Pangborn
- Julie Harris (VF : Martine Sarcey) : Reggie Delesseps
- Robert Joy (VF : Éric Legrand) : Fred Clawson
- Chelsea Field (VF : Anne Deleuze) : Annie Pangborn
- Kent Broadhurst (VF : Jacques Brunet) : Mike Donaldson
- Rutanya Alda (VF : Martine Messager) : Miriam Cowley
- Tom Mardirosian (VF : Sady Rebbot) : Rick Cowley
- Royal Dano (VF : Jacques Dynam) : Digger Holt
- Beth Grant : Shayla Beaumont
- Glenn Colerider : Homer Gamache
- Patrick Brannan : Thad Beaumont jeune
- Larry John Meyers : le docteur Pritchard

## Production
George Romero désire depuis longtemps adapter l'un des romans de son ami Stephen King mais en a été plusieurs fois empêché par diverses mésaventures. Il saisit donc l'occasion d'adapter La Part des ténèbres peu de temps après la sortie du livre. Pour trouver un acteur capable de jouer le double rôle de Thad Beaumont et George Stark, George Romero s’entretient notamment avec Gary Oldman et Willem Dafoe mais c'est finalement Timothy Hutton qui décroche le rôle.
Comme à son habitude, Romero tourne le film dans la région de Pittsburgh. Le tournage commence en octobre 1990. Romero a de mauvais rapports avec Hutton, qui demande deux caravanes pour lui seul, une pour son personnage de Beaumont et une pour celui de Stark, et l'acteur quitte même brièvement le tournage. 4500 passereaux de l'espèce amadine cou-coupé sont utilisés pour le film et d'autres oiseaux sont ajoutés numériquement en postproduction. Le tournage se termine en mars 1991 mais la société de production Orion Pictures fait faillite peu après, ce qui perturbe la phase de montage, et il faut donc attendre avril 1993 pour que le film sorte au cinéma.

## Accueil
Le film a été un échec commercial, rapportant environ 10 600 000 $ au box-office en Amérique du Nord pour un budget de 15 000 000 $. En France, il a réalisé 205 322 entrées.
Il a reçu un accueil critique plutôt favorable, recueillant 61 % de critiques positives, avec une note moyenne de 5,8/10 et sur la base de 18 critiques collectées, sur le site agrégateur de critiques Rotten Tomatoes.

## Distinctions

### Récompenses
- Fantafestival 1993 : 
  - Meilleur film
  - Meilleur acteur pour Timothy Hutton
  - Meilleur scénario

### Nominations
- Fangoria Chainsaw Awards 1993 :
  - Meilleur acteur pour Timothy Hutton
  - Meilleure actrice pour Amy Madigan
  - Meilleur acteur dans un second rôle pour Michael Rooker
  - Meilleure actrice dans un second rôle pour Julie Harris

- Saturn Awards 1994 :
  - Meilleur film d'horreur
  - Meilleure actrice dans un second rôle pour Julie Harris
  - Meilleure réalisation pour George A. Romero
  - Meilleur maquillage